# Bombus rubriventris
Bombus rubriventris là một loài Hymenoptera trong họ Apidae. Loài này được Lepeletier mô tả khoa học năm 1835.